# Yōko Shibui
Yōko Shibui (渋井陽子, Shibui Yōko) est une coureuse de fond japonaise née le 14 mars 1979 à Kuroiso (actuellement un district de la ville de Nasushiobara), dans la préfecture de Tochigi au Japon.

## Biographie
En 2003 elle remporte le marathon de Berlin en 2 h 19 min 41 s, un record national.
Elle remporte deux fois le marathon d'Osaka.
Elle détient le record du Japon du 10 000 m de 2002 à 2020.

## Palmarès
| Date | Compétition           | Lieu     | Épreuve  | Résultat | Performance     |
| ---- | --------------------- | -------- | -------- | -------- | --------------- |
| 2001 | Championnats du monde | Edmonton | Marathon | 4e       | 2 h 26 min 33 s |
| 2002 | Marathon de Chicago   | Chicago  | Marathon | 3e       | 2 h 21 min 22 s |
| 2004 | Marathon de Berlin    | Berlin   | Marathon | 1re      | 2 h 19 min 41 s |

## Records
| Épreuve       | Performance     | Lieu      | Date              |
| ------------- | --------------- | --------- | ----------------- |
| 10 000 mètres | 30 min 48 s 89  | Palo Alto | 3 mai 2002        |
| Marathon      | 2 h 19 min 41 s | Berlin    | 26 septembre 2004 |